# André Eriksen
André Eriksen (Oslo, 22 oktober 1975) is een Noors acteur, rapper, breakdancer en graffitikunstenaar. Hij is vooral bekend als een van de leadzangers onder de artiestennaam "Tech Rock" van de Noorse rapgroep Warlocks die in de jaren negentig commercieel succes had in Scandinavië. Hij wordt beschouwd als een pionier van de Noorse hiphop. Ook was hij lid van de breakdance-groep Atomic B-Boys.

## Discografie

### Albums
Met Warlocks
- Lyrical Marksmen (1995)
- Top Notch (1997)
- Mic Knights (1998)
- Afterlife (2001)
- The Neverending Story (2005)

## Filmografie

### Film
- Nokas (2010)
- Pionér (2013)
- Julekongen (2015)
- Mayhem (2017)
- Dragonheart: Battle for the Heartfire (2017)
- I onde dager (2021)
- Violent Night (2022)

### Televisie
- TRIO: Odins Gull (2014)
- Det tredje øyet (2014)
- Lilyhammer (2014)
- Hæsjtægg (2015)
- Hotel Cæsar (2015-2016)
- DC's Legends of Tomorrow (2016)
- Meglerne (2016)
- Vikings (2016-2017)
- The Last Kingdom (2017)
- Norsemen (2017-2020)
- Lethal Weapon (2018)
- Black Lake (2018)
- Mina Problem (2019)

## Prijzen

### Individuele overwinningen
NM 1997 B Boy One on One (met Lars "PayTwo" Undli). Noorse HipHop Awards: Årets bboys 2005 (met "Karma")

### Overwinningen met Atomic B-Boys
- Battle Of The Year 1995
- Battle Of The Year 1996
- Battle Of The Year 1997
- NM i «B Boy Crew» 1997
- «B Boy Rumble», Rockefeller Music Hall, Oslo 1999 (voor crew battles met de groep Floor Knights)

### Overwinning met Nasty 9
Scandinavian BOTY 2000